# Kristin Andreassen
Kristin Andreassen, född 21 maj 1959, är en norsk-svensk keramiker och pedagog.
Kristin Andreassen studerade vid Statens håndverks- og kunstindustriskole i Oslo 1980-1984 och Art Institute of Chicago 1987.
Hon har haft separatutställningar på bland annat Nordenfjeldske Kunstindustrimuseum i Trondheim 1985 och Värmlands museum 2013. 
Hon tilldelades Värmlands konstförenings Thor Fagerkvist-stipendium 2011 och det Bayerska Statspriset i guld för deltagandet vid Internationale Handverksmässe i München 1987.
Bland hennes offentliga utsmyckningar märks Sole Sykehjem i Stokke kommun, Askim Postgård, Oppland Distriktshögskole i Lillehammer och Statens Klinikk for Narkomane i Norge.
Hon har varit lärare vid Statens håndverks- og kunstindustriskole 1987-1989 och från 2010 vid Karlstads universitet.
Andreassen är representerad vid bland annat Victoria and Albert Museum i London och Museum für Kunst und Gewerbe i Hamburg i Tyskland, Badisches Landesmuseum i Karlsruhe, Australian National University i Canberra, Nasjonalmuseet for kunst, arkitektur og design i Oslo, Vestlandske  Kunstindustrimuseum i Bergen, Nordenfjeldske Kunstindustrimuseum i Trondheim, Nordnorsk Kunstmuseum i Tromsø och Värmlands museum.